# Piotr Rawicz
Piotr Rawicz (ur. 12 lipca 1919 we Lwowie, zm. 21 maja 1982 w Paryżu) – polski i francuski pisarz, poeta i krytyk literacki narodowości żydowskiej; były więzień obozu Auschwitz-Birkenau.

## Życiorys
Urodził się w inteligenckiej żydowskiej rodzinie. Jego ojciec, Salomon, był prawnikiem, aktywnym w żydowskich organizacjach Lwowa. Jego starszy brat Marian (1908-1974) był znanym grafikiem, najpierw w Hiszpanii a potem w Chile. Piotr studiował na Uniwersytecie Jana Kazimierza, gdzie poznał swoją przyszłą żonę, Annę. W roku 1941 lub 1942 podjął starania by opuścić Polskę. Zatrzymany przez Gestapo w Zakopanem, został wysłany do niemieckiego obozu koncentracyjnego Auschwitz jako ukraiński więzień polityczny, dzięki fałszywym dokumentom. Spędził w obozie dwa lata; Annie w tym czasie udało się przeżyć w Krakowie, gdzie ukrywała swoją tożsamość. W 1944 roku przeniesiono go do obozu w Leitmeritz, gdzie został do końca wojny.
Po wojnie mieszkał w Polsce, gdzie pisał wiersze i pracował jako krytyk literacki. Ożenił się z Anną, i dostawszy stypendium naukowe, wyjechał, w 1947 r., studiować do Francji, na Sorbonie i w INALCO. Mieszkał tam do końca życia, pracując najpierw jako dziennikarz i zagraniczny korespondent (1949-1953). W kolejnych latach wykonywał wiele prac zastępczych, będą szoferem, sprzedawcą mięsa, tłumaczem.
Jest autorem napisanej po francusku powieści autobiograficznej opisującej doświadczenia obozowe pt. Le sang du ciel (Gallimard 1961), przetłumaczonej na j. polski w 2003 roku. Książka dostała w 1961 r. Prix Rivarol, nagrodę za najlepsze dzieło francuskojęzyczne napisane przez cudzoziemca.
Po wydaniu książki, przetłumaczonej następnie na wiele języków, Anna Langfus przeprowadziła z Rawiczem ważny dla ich obojga wywiad. Wywiad ten zdaje sprawę z konfliktu między dwoma koncepcjami literatury obozowej; Langfus zarzuca Rawiczowi wykorzystywanie tematu bolesnego dla całego pokolenia w celach wyłącznie literackich, na co Rawicz odpowiada określając okres wojenny jako epokę „całkowicie normalną”, odzwierciedlającą byt ludzki w stanie czystym; wojna, twierdzi Rawicz, „stanowi dla mnie jeden z dowodów na istnienie Boga”. Według Elie Wiesela, Rawicz był osobą obdarzoną czarnym humorem.
Popełnił samobójstwo w 1982 roku, po śmierci swojej żony.